# 天主教圖拉教區
天主教圖拉教區 （拉丁語：Dioecesis Tullanensis），是墨西哥一個天主教教區，位於伊達爾戈州西部。屬圖蘭辛戈總教區。
教區成立於1961年2月27日，2010年有教友1,025,000人，佔總人口76.0%。有四十五個堂區、司鐸九十三人。現任教區主教為若望·伯多祿·華雷斯·梅蘭德茲。